# أليكس بلانكو
أليكس بلانكو (بالإنجليزية: Alex Blanco)‏ هو سياسي أمريكي، ولد في 1972 في جمهورية الدومينيكان. حزبياً، نشط في الحزب الديمقراطي. وقد انتخب عمدة باسايك، نيوجيرسي ‏.